# Port lotniczy Gisborne
Port lotniczy Gisborne (IATA: GIS, ICAO: NZGS) – port lotniczy położony w Gisborne, na Wyspie Północnej, w Nowej Zelandii.
Jedno z niewielu lotnisk na świecie, gdzie przez pas startowy przebiega czynna linia kolejowa. 

## Linie lotnicze i połączenia
| Linie lotnicze                                 | Połączenia                                                        |
| ---------------------------------------------- | ----------------------------------------------------------------- |
| Sunair                                         | Hamilton, Napier, Palmerston North, Rotorua, Tauranga, Wellington |
| Air New Zealand obsługiwane przez Air Nelson   | Auckland,                                                         |
| Air New Zeland obsługiwane przez Eagle Airways | Auckland, Wellington                                              |
| Sounds Air                                     | Wellington                                                        |